# Attala (abate)
Attala (Borgogna, VI secolo – Bobbio, 10 marzo 627) è stato un monaco cristiano, abate e missionario francese.
Ha istituito lo Scriptorium di Bobbio presso l'Abbazia di San Colombano di cui fu il secondo abate e successore diretto di san Colombano; è venerato come santo dalla Chiesa cattolica.
Viene ricordato il 10 marzo.

## Biografia
Nato da famiglia nobile della Burgundia, si fece monaco di Lerino donde passò a Luxeuil, accolto da san Colombano, che lo portò con sé in Italia nel 612.
Insieme a San Colombano giunge a Bobbio nell'autunno del 614, constatando lo stato di abbandono dell'antica chiesa di san Pietro, la riparano e attorno vi dispongono alcune costruzioni in legno, come primo centro di vita monastica.
L'anno seguente, in periodo di quaresima, san Colombano si ritirò a Coli, tornando al monastero solo alla domenica, lasciando Attala come suo vice.
La domenica del 23 novembre del 615 morì san Colombano, e Attala gli succede come secondo abate.
Continua l'opera di conversione dei longobardi e sotto di lui il cenobio si ingrandisce sia come complesso sia come numero di monaci, dalle provenienze più diverse: soprattutto irlandesi, francesi e germanici. Fra i nuovi venuti vi è il monaco Giona da Susa, entrato nel 618 e futuro biografo di San Colombano, del monastero e della storia di Bobbio; si ricordano i nomi di altri monaci: Agibodo, Baudacario, Blitmondo, Blidulfo, Framerio, Leobardo, Meroveo, Sinoaldo, Teodoaldo.

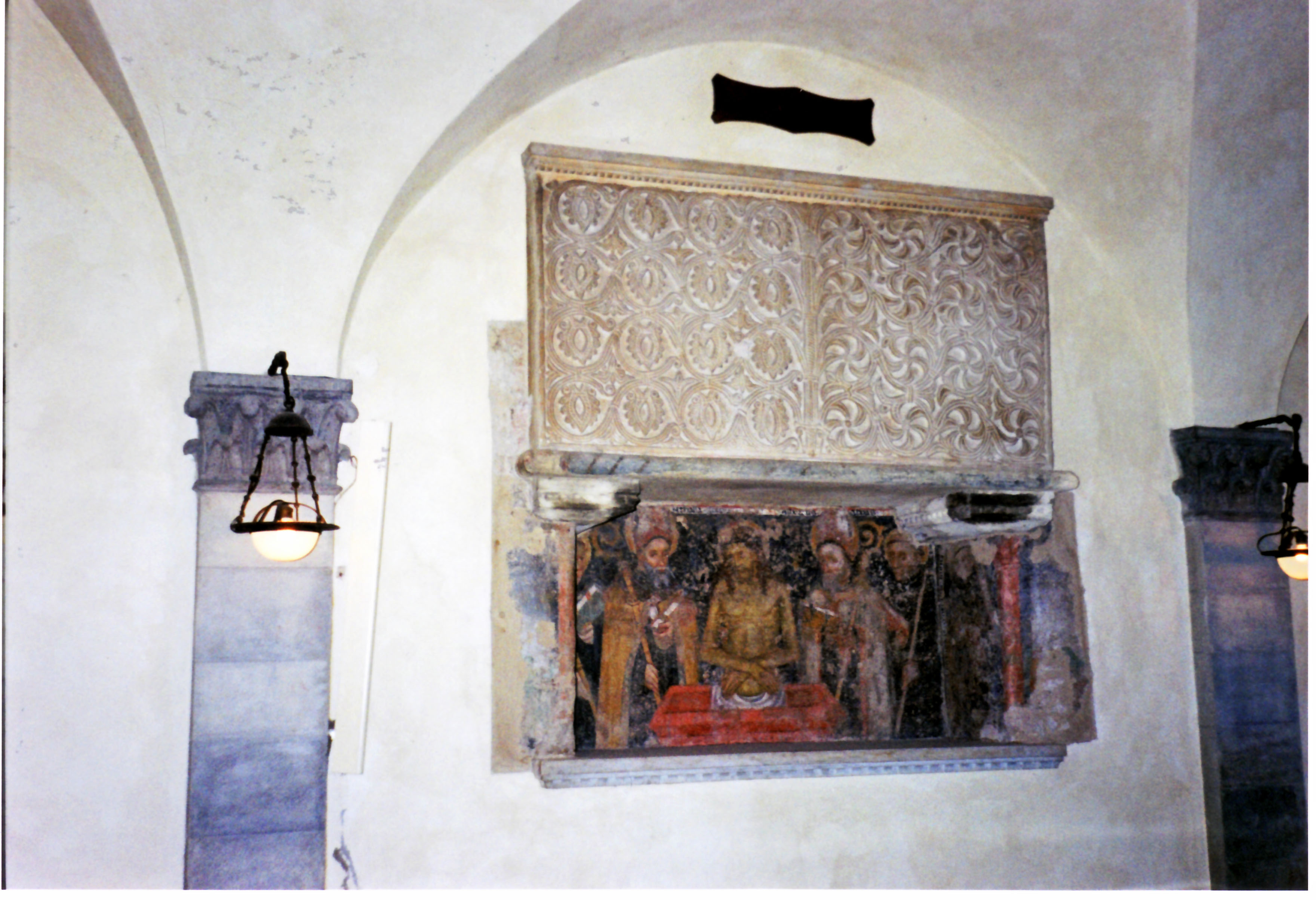
Sepolcro di sant'Attala nella cripta della Basilica di san Colombano, caratteristica la lastra sepolcrale di epoca longobarda e fregi celtici

Morì nel 627 e a lui successe come terzo abate san Bertulfo (627-639).
Le sue spoglie riposano nella cripta dell'Abbazia di San Colombano, accanto a san Colombano, san Bertulfo, san Bobuleno, san Cumiano, san Suniberto, 17 monaci (fra cui sant'Allo), e 3 sante vergini monache.